# Regalijan
Regalijan (? - 260.), rimski uzurpator za vladavine Galijena. 
Nakon što je suzbio pobunu Ingenija, Galijen je krenuo prema Italiji kako bio ju zaštitio od invazije Alamana i drugih naroda. Lokalni stanovnici, podvrgnutu teroru, proglasili su Regalijana novim carem. Ohrabren podrškom, Regalijanm se hrabro borio protiv Sarmičana i porazio ih. Ali njegova je vladavina bila kratka vjeka, jer ga je uskoro ubila koalicija vlastitih ljudi.